# Щучье (Осташковский район)
Щучье — село в Осташковском городском округе Тверской области.

## География
Деревня находится в 41 км к северо-востоку от города Осташкова.

## История
В 1778 году в селе была построена каменная Успенская церковь с 3 престолами. 
В конце XIX — начале XX века село являлось центром Щучьинской волости Осташковского уезда Тверской губернии. В 1889 году в селе было 27 дворов, промыслы: лесной (пилка, рубка дров), извоз.
С 1929 года деревня являлась центром Щучьинского сельсовета Осташковского района Великолукского округа Западной области, с 1935 года — в составе Калининской области, с 1994 года — центр Щучьинского сельского округа, с 2005 года — в составе Святосельского сельского поселения, с 2017 года — в составе Осташковского городского округа.

## Население
| 1859 | 1889 | 1919 | 1997 | 2002 | 2010 |
| ---- | ---- | ---- | ---- | ---- | ---- |
| 139  | ↗157 | ↗218 | ↘94  | ↘65  | ↘40  |

## Инфраструктура
В деревне имеются клуб, отделение почтовой связи.

## Достопримечательности
В селе расположена недействующая Церковь Успения Пресвятой Богородицы (1778).